# Río Verde Arriba
Río Verde Arriba är en ort i Dominikanska republiken.   Den ligger i provinsen La Vega, i den centrala delen av landet, 110 km nordväst om huvudstaden Santo Domingo. Río Verde Arriba ligger 169 meter över havet och antalet invånare är 3 613.
Terrängen runt Río Verde Arriba är platt åt nordost, men åt sydväst är den kuperad. Terrängen runt Río Verde Arriba sluttar österut. Runt Río Verde Arriba är det ganska tätbefolkat, med 179 invånare per kvadratkilometer. Närmaste större samhälle är Moca, 9,6 km norr om Río Verde Arriba. Omgivningarna runt Río Verde Arriba är huvudsakligen savann.